# Tadeu Aguiar
Fernando Tadeu Aguiar, mais conhecido como Tadeu Aguiar (Ribeirão Preto, 6 de maio de 1960), é um ator, tradutor e diretor teatral brasileiro.
Como ator, em 1980, iniciou no teatro atuando ao lado de nomes como: Bibi Ferreira, Cleyde Yáconis, Jorge Dória, Miriam Mehler, Cláudia Raia, Christiane Torloni, Raul Cortez, Nathalia Timberg, Wolf Maya, dentre outros.
No ano 2000, iniciou sua carreira de diretor teatral no projeto Teatro Jovem. Em 2011, dirigiu seu primeiro espetáculo musical: Quatro faces do amor. Nos espetáculos que produz, busca abordar assuntos caros a sociedade, discutindo temas como bipolaridade, bullying, adolescência, relações afetivas, desemprego, etarismo, empoderamento feminino, machismo tóxico... Além disso, em suas encenações, busca estimular a presença do cidadão negro na cena teatral a fim de contribuir na luta por sua reparação histórica. Atualmente, é responsável pela direção de grandes espetáculos.
Na TV, atuou em diversas telenovelas, seriados e casos especiais. 
Como mestre de cerimônias, trabalhou com as principais orquestras do país, entre elas: OSESP, OSB e a OPPM.
Desenvolveu o Teatro Jovem, de 1995 a 2020 - projeto coordenado em parceria com Eduardo Bakr, com o apoio institucional da UNESCO.

## Filmografia

### Na televisão
| Novelas e Seriados | Novelas e Seriados                             | Novelas e Seriados                                          | Novelas e Seriados | Novelas e Seriados |
| Ano                | Título                                         | Papel                                                       | Emissora           |                    |
| ------------------ | ---------------------------------------------- | ----------------------------------------------------------- | ------------------ | ------------------ |
| 1985               | Jogo do Amor                                   | Sidney                                                      | SBT                |                    |
| 1990               | Boca do Lixo                                   | Renato                                                      | Rede Globo         |                    |
| 1990               | A, E, I, O... Urca                             | Herivelto Martins                                           | Rede Globo         |                    |
| 1991               | O Dono do Mundo                                | Walter                                                      | Rede Globo         |                    |
| 1992               | Você Decide                                    | Episódio: O desaparecido                                    | Rede Globo         |                    |
| 1993               | Olho no Olho                                   | Lima                                                        | Rede Globo         |                    |
| 1994               | Você Decide, Episódio: Possessão               | Lourenção                                                   | Rede Globo         |                    |
| 1995               | Irmãos Coragem                                 | Dr. Humberto                                                | Rede Globo         |                    |
| 1996               | Você Decide, Episódio: Fim de semana encantado | Lando                                                       | Rede Globo         |                    |
| 1998               | Mulher                                         | Episódio: Concerto para piano                               | Rede Globo         |                    |
| 2011               | Divã                                           | Antônio                                                     | Rede Globo         |                    |
| 2015               | Babilônia                                      | Xavier                                                      | Rede Globo         |                    |
| 2016               | Liberdade, Liberdade                           | Barão de Jaguari                                            | Rede Globo         |                    |
| 2018               | Detetives do Prédio Azul                       | Albert Einstein - 10ª Temporada, Episódio: Gênio Apaixonado | Gloob              |                    |
| 2018               | Jesus                                          | Chuza                                                       | RecordTV           |                    |
| 2021               | Gênesis                                        | Chaim                                                       | RecordTV           |                    |

### No cinema
- 1982 - Ousadia, de Luiz Castellini e Mário Vaz Filho
- 1983 - Nasce uma Mulher, de Roberto Santos
- 1996 - Buena Sorte [6], de Tânia Lamarca
- 2009 - Divã (filme), de José Alvarenga Jr., homem no teatro
- 2010 - High School Musical: O Desafio [7], pai do Olavo
- 2015 - Nise: O Coração da Loucura, de Roberto Berliner, Dr. Mourão
- 2017 - Polícia Federal - A lei é para todos, de Marcelo Antunez, Rodrigo

### Como diretor em audiovisual
- 2021 - O Mistério da Orquestra[8], Websérie com roteiro de Eduardo Bakr, vencedor do Prêmio Rio Webfest de melhor direção em série infanto-juvenil [9]

## No teatro

### Como ator
- 1980 - Sarapalha ... Primo Ribeiro
- 1981 – Aí vem o dilúvio ... Totó
- 1981 - O teatro através dos tempos ... Vários
- 1982 - A farsa do mestre Pathelin ... Phatelin
- 1983 - A passagem da rainha ... Tato
- 1984 - O peru .... boy do hotel
- 1984 - Na ponta do nariz ... Vários
- 1985 - As is ... George
- 1986 - Ao sol do novo mundo ... Vários
- 1987 – A morte do caixeiro viajante .... Happy Loman
- 1987 - Órfãos .... Treat
- 1987 - Pasolini: morte e vida .... Giuseppe Pelosi
- 1988 - Mass Appeal .... Mark
- 1988 - Sweet Sue ... Jake
- 1989 - O lobo de ray-ban[10] .... Fernando
- 1989 - Entre o louro e a morena ... o louro
- 1989 a 1990 - A pequena loja dos horrores .... Seymour Krelborn
- 1992 - Um caso de amor .... Jeff
- 1992 - Um dia muito louco ou As bodas de Figáro ... Fígaro
- 1992 - A mentira nossa de cada dia ... Mark
- 1994 a 1995 – O grito dos anjos .... Jack
- 1995 - Sylvia Massari e Tadeu Aguiar - Finalmente juntos e finalmente ao vivo .... Tadeu
- 1995 - Os sete brotinhos ... o dublador
- 1996 - Fantoches ... o autor
- 1996 e 1999 - Comédia de todo mundo ... vários
- 1997 - Juveníssimo .... vários
- 1998 - A Terra é azul .... professor Eduardo
- 1999 - Um bonde chamado desejo .... Mitch
- 2000 - Eu sou mais 500 .... Vasco
- 2001 – Correndo nas veias .... Alter-ego
- 2002 – Momento de decisão! .... professor
- 2003 a 2005 - Despertando para sonhar .... pai / Dédalo
- 2004 - O pacto .... Loki
- 2006 a 2007 - O par pefeito ... Cosme
- 2006 - Quem tem medo de Kurt Weill ...
- 2007 – My Fair Lady [11] .... Coronel Pickering
- 2009 - Esta É a Nossa Canção [12] ...Vernon Gersh [13]
- 2010 – Era no tempo do Rei ... Jeremy Blood
- 2011 - Baby, o musical [14] ... Alan [15]
- 2012 - Nós sempre teremos Paris[16] ... Ele
- 2013 - Um Natal pra nós dois[17] ... Teo
- 2014 - Em nome do jogo ... Andrew Wyke
- 2015 - Bilac Vê Estrelas ... Padre Maximiliano
- 2016 - 33 variações ... Anton Diabelli
- 2017 - Eu não posso lembrar que te amei - Dalva & Herivelto ... Herivelto
- 2020 - 19 maneiras de dizer eu te amo[18] ... Tadeu

### Como diretor teatral
- 2011 - Quatro faces do amor[19], de Eduardo Bakr e Ivan Lins
- 2012 - Quase normal[20][21], de Tom Kitt e Brian Yorkey, versão brasileira de Tadeu Aguiar, com Vanessa Gerbeli, dentre outros
- 2013 - Oscar e a senhora Rosa[22], de Éric-Emmanuel Schmitt, tradução e adaptação de Tadeu Aguiar, com Miriam Mehler
- 2013 - O dia em que raptaram o Papa[23], de João Bethencourt, com Rogério Froes, Debóra Olivieri, Marcos Breda, dentre outros
- 2013 - Para sempre ABBA, de Rodrigo Cirne
- 2015 - Querido Brahms, de José Eduardo Vendramini
- 2015 - Ou tudo ou nada, de Terence McNally e David Yasbeck[24]
- 2016 - Love Story, o musical, de Howard Goodall e Stephen Clark[25][26]
- 2016 - Quatro faces do amor, de Eduardo Bakr e Ivan Lins (nova versão)[27]
- 2017 - Eu não posso lembrar que te amei - Dalva & Herivelto, de Artur Xexéo, com Sylvia Massari
- 2018 - Bibi, uma vida em musical, de Artur Xexéo e Luanna Guimarães[28], com Amanda Acosta
- 2019 - A cor púrpura, o musical, de Brenda Russell, Allee Willis e Stephen Bray, baseado no livro de Alice Walker, com versão brasileira de Artur Xexéo[29], com Leticia Soares, Sérgio Menezes, Flavia Santana, dentre outros
- 2021 - 19 maneiras de dizer eu te amo, de Artur Xexéo
- 2021 - As Meninas Velhas, de Claudio Tovar[30], com Lucinha Lins, Barbara Bruno, Divina Valéria e Nádia Nardini
- 2021 - Shirley Valentine, de Willy Russell com versão brasileira de Miguel Falabella[31], com Susana Vieira
- 2022 - Quando eu for mãe quero amar desse jeito[32][33], de Eduardo Bakr, com Vera Fischer, Larissa Maciel / Marta Paret e Mouhamed Harfouch / Rafael Sardão
- 2023 - O Incidente - American Son[34], de Christopher Demos-Brown, tradução de Tadeu Aguiar, com Flavia Santana, Leonardo Franco, Daniel Villas e Marcelo Dog
- 2023 - Beetlejuice, o musical, o musical, o musical[35], de Eddie Perfect, Scott Brown e Antony King, com Eduardo Sterblitch, dentre outros
- 2024 - Querido Evan Hansen[36], de Steven Levenson e com músicas compostas por Benj Pasek e Justin Paul, com Vanessa Gerbelli, Mouhamed Harfouch, Hugo Bonemer, Thati Lopes, dentre outros.
- 2024 - Uma Babá Quase Perfeita, o musical[37] (Mrs. Doubtfire), com texto de Karey Kirkpatric e John O'Farrell, e letra e música de Karey Kirkpatrick e Wayne Kirkpatick, com Eduardo Sterblitch, dentre outros.
- 2025 - O Casal Mais Sexy da América, texto de Ken Levine, com Vera Fischer, Leonardo Franco e Vitor Thiré.
- 2025 - Chatô e os Diários Associados - 100 anos de Paixão [38], espetáculo musical com texto de Fernando Morais e Eduardo Bakr, com Stepan Nercessian, Cláudio Lins, Sylvia Massari, Patrícia França e grande elenco.

 No Teatro Jovem
- 2000 - Eu sou mais 500, de Daniel Dias da Silva
- 2001 - Correndo nas veias, de Eduardo Bakr
- 2002 - Momento de decisão, de Eduardo Bakr
- 2003, 2005 e 2008 - Despertando para Sonhar, de Eduardo Bakr
- 2004 e 2012 - O pacto, de Eduardo Bakr
- 2006, 2011 e 2019 - Poeira de estrelas, de Eduardo Bakr
- 2007 - O par perfeito, de Eduardo Bakr
- 2009 e 2016  - O homem da cabeça de papelão, de Eduardo Bakr - baseado no original de João do Rio
- 2014 - Identidade Virtual, de Eduardo Bakr
- 2017 - A Terra é azul, de Daniel Dias da Silva
- 2018 - Uma comédia sem juízo, de Eduardo Bakr

### Como Tradutor
- 2009 - Esta é a nossa canção (They're Playing Our Song), com texto de Neil Simon, letras de Carole Bayer Sager e música de Marvin Hamlisch - traduzido em parceria com Flavio Marinho
- 2011 - Baby, o musical, com texto de Sybille Pearson, música de David Shire e letras de Richard Maltby, Jr. - traduzido em parceria com Flavio Marinho
- 2012 - Quase normal (Next to Normal), de Tom Kitt e Brian Yorkey
- 2013 - Oscar e a senhora Rosa (Oscar et la Dame rose), de Éric-Emmanuel Schmitt
- 2004 - Comentários de Amor (Commentaire d'amour) , de Jean-Marie Besset
- 2023 - O Incidente - American Son (American Son), de Christopher Demos-Brown

### Em shows
- Em dia com a noite
- Golden Brazil
- Bibi in concert (com Bibi Ferreira)
- Mania de amar 1, 2 e 3 ½ [39]
- Bibi canta Piaf (com Bibi Ferreira)

## Curiosidade
- Já foi jurado do Show de Calouros no SBT.
- Em 2016, refletindo sobre a pergunta de um amigo, percebendo a falta de espaço para atores negros na cena teatral, Tadeu decidiu encenar Love Story, o musical apenas com atores negros[40].